# Abdij van Tegernsee

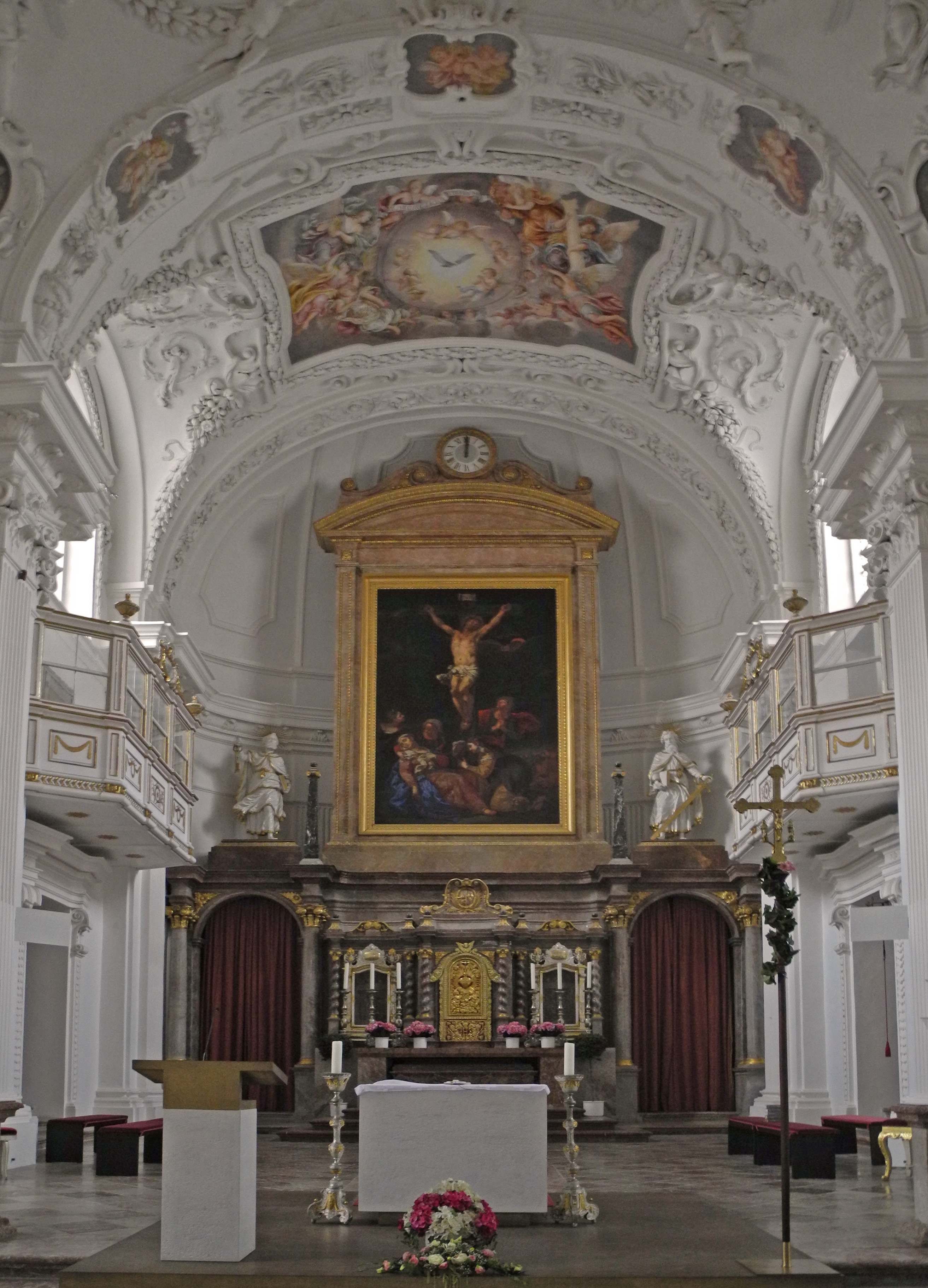
Interieur Sint Quirinus abdijkerk

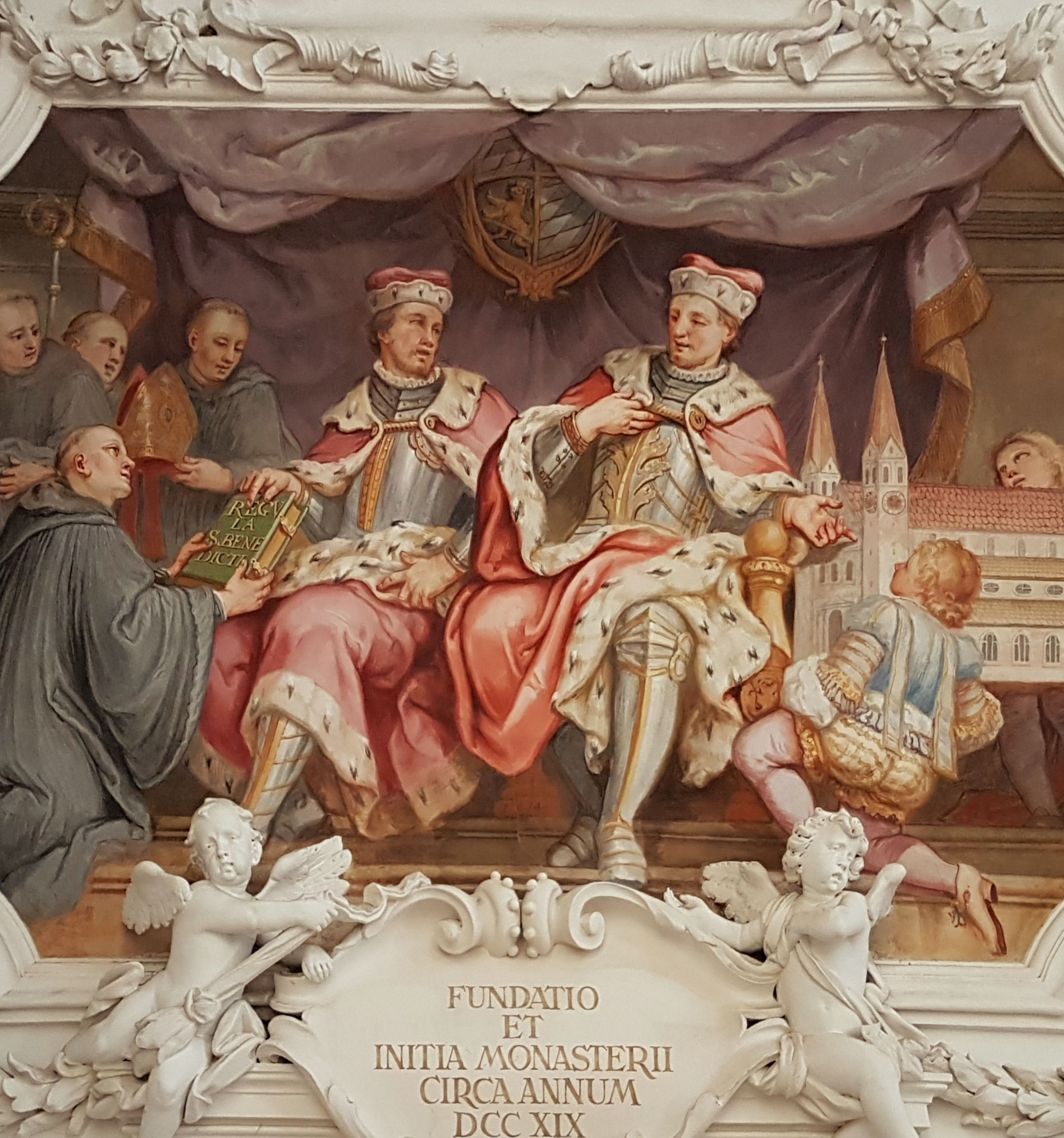
fresko

De Abdij van Tegernsee (Abtei Tegernsee) is een voormalige benedictijnenabdij in Beieren.

## Geschiedenis
In 756 werd deze abdij gesticht en in 1803 opgeheven. Bij deze abdij behoort de laat-gotische abdijkerk, gewijd aan Sint-Quirinus. De abdijkerk werd eind 17e eeuw in barokke stijl herbouwd. De abdij was van de 11e eeuw tot de 18e eeuw van grote betekenis op cultureel gebied.

## Grafplaatst Huis Wittelsbach
In de Abdij zijn een paar Beierse Hertogen en prinsen begraven:
- hertog Karel Theodoor in Beieren, vader van koningin Elisabeth van België.
- hertog Maximiliaan Jozef in Beieren, vader van Keizerin Elisabeth van Oostenrijk.
- hertog Pius August in Beieren, vader van hertog Maximiliaan Jozef in Beieren.
- Amalia Louise van Arenberg

## Varia
In de voormalige abdij is een bierbrouwerij met biergarten, Herzogliches Bräustüberl Tegernsee, gevestigd. Daarnaast heeft ook het Gymnasium Tegernsee een plek in de voormalige abdij.